# Франсиско Леон де ла Барра
Франциско Леон де ла Барра (ісп. Francisco León de la Barra; 16 червня 1863, Сантьяго-де-Керетаро, Мексика — 23 вересня 1939, Біарриц, Франція) — мексиканський державний діяч і дипломат. Обіймав посаду тимчасового президента Мексики з 25 травня по 6 листопада 1911 року.

## Біографія
Здобув юридичну освіту в Національній школі права, попередниці Національного автономного університету Мексики. У 1891 році був обраний в Конгрес. У 1896 році почав дипломатичну службу на посаду радника, потім обіймав посади посла Мексики в Бразилії, Аргентині, Бельгії та Нідерландах (1905) та в США (1909—1911). Був делегатом Другого Латиноамериканського конгресу (1901—1902), представником Мексики на Гаазькій мирній конференції (1907).
У 1911 році був призначений на посаду міністра закордонних справ Мексики. Після відставки президента Мексики Порфіріо Діаса тимчасово займав пост президента Мексики. Намагався зайняти пост віце-президента, але поступився Хосе Марія Піно Суаресу.
Після приходу до влади Франциско Мадеро виїхав в Італію.
У 1912 році був обраний до складу Сенату від Національної католицької партії. У 1913 році знову призначений на пост міністра закордонних справ Мексики. Вступивши в змову з послом США Генрі Вілсоном, брав участь в підготовці державного перевороту в про чолі з генералом Вікторіано Уертою, в адміністрації якого в 1913—1914 роках займав посаду глави зовнішньополітичного відомства країни.
У 1914 році обраний губернатором штату Мехіко. Вийшовши у відставку, продовжив свою кар'єру в галузі міжнародного права в Європі. Деякий час займав пост посла у Франції і на батьківщину більше не повернувся. Був президентом Постійної палати третейського суду, заснованого в Гаазі, головою Арбітражного суду, створеного в рамках реалізації Версальського договору, брав участь в декількох міжнародних комісіях після Першої світової війни.